# Jack Garfinkel
Jack « Dutch » Garfinkel (né le 13 juin 1918, et mort le 14 août 2013) est un joueur de basket-ball américain.

## Biographie
Après sa carrière universitaire, Garfinkel sert dans l'Armée de terre des États-Unis durant la Seconde Guerre mondiale. Il joue ensuite pour les Philadelphia Sphas dans l'American Basketball League, les Royals de Rochester dans la National Basketball League (NBL), et s'installe finalement avec les Celtics de Boston qui évoluent dans la Basketball Association of America (BAA), où il est membre de la première équipe de la franchise en 1946-1947. Garfinkel termine trois saisons avec les Celtics, mais sa carrière prend fin lors de la fusion de la NBL et de la BAA pour former la National Basketball Association (NBA) en 1949.
Après avoir pris sa retraite comme joueur, Garfinkel devient un entraîneur de basket-ball et un arbitre.